# Ya Boy
William Joseph Crawford (San Francisco, 28 de Janeiro de 1984), mais conhecido por seus nomes artísticos Ya Boy, Rich Rocka ou PKwinzio, é um rapper americano do Distrito Fillmore, São Francisco.
Ele está atualmente assinou com a gravadora Black Card musical, e foi assinado anteriormente para ambos os rótulos de Akon Konvict Muzik e Kon Distribuição Live.

## Discografia

### Álbuns de estúdio
- 2005 – Rookie of the Year
- 2013 – Rich Rocka
- 2015 – Rich Rocka II

### Carreira musical
Ya começou sua carreira musical em 2002 com um dos seus grandes trabalhos 4 álbuns de estúdio, EPs, Mixtapes e com várias participações com artístas do mesmo.